# Sune Sandbring
Sune Sandbring (født 10. april 1928 i Malmø, Sverige, død 1. oktober 2021) var en svensk fodboldspiller (forsvarer), der spillede for Malmö FF. Han vandt tre svenske mesterskaber og to pokaltitler med holdet. Han spillede også seks kampe for det svenske landshold.

## Titler
Allsvenskan
- 1950, 1951 og 1953 med Malmö FF

Svenska Cupen
- 1952 og 1954 med Malmö FF